# 馬亞克 (斯維爾德洛夫斯克區)
48°7′41″N 39°46′20″E / 48.12806°N 39.77222°E
馬亞克（烏克蘭語：Маяк）是位於烏克蘭東部的村莊，由盧甘斯克州多夫然斯克區的多夫然斯克市鎮負責管轄。該村始建於1956年，面積42.2平方公里，海拔高度246米，2001年人口196，人口密度每平方公里4.6人。